# August Gemünder
August Martin Ludwig Gemünder (* 22. März 1814 in Ingelfingen; † 7. September 1895 in New York) war ein amerikanischer Geigenbauer deutscher Herkunft. Er wirkte als Geigenbaupionier in den Vereinigten Staaten zusammen mit seinem Bruder George Gemünder.

## Leben und Werk
August Gemünder war als Geigenbauer Schüler seines Vaters und übernahm nach dessen Tod die Werkstätte. 1839 ging er zunächst nach Regensburg und emigrierte 1846 nach Springfield (Massachusetts), ehe er über eine Zwischenstation in Boston ab 1852 in New York tätig wurde. August Gemünder war für seine geschickten Nachbauten alter italienischer Meisterinstrumente bekannt.